# Intermarché
Intermarché – francuska sieć supermarketów spożywczo-przemysłowych prowadzonych przez niezależnych przedsiębiorców, Muszkieterów (Grupa Muszkieterów).
Sklepy Intermarché mają swoje placówki w czterech krajach Europy. W Polsce znajduje się 230 sklepów. Pierwszy sklep na terenie Polski został otwarty w Zielonej Górze w 1997 r.

## Charakterystyka
Sklepy te budowane są jako wolnostojące lub w kompleksach, w których połączone są wspólnym parkingiem lub pasażem ze sklepami Bricomarché. Ze względu na powierzchnię występują dwa rodzaje sklepów:
- Intermarché Super – są to sklepy powyżej 750 m². Posiadają one ok. 15 000 artykułów.
- Intermarché Contact – są to sklepy do 749 m². Posiadają w swojej ofercie ok. 12 000 artykułów.

Większość sklepów posiada własny rozbiór mięsa, a niektóre także wędzarnie i piekarnie. Oprócz znanych marek w sklepach można kupić także produkty marki własnej opatrzone certyfikatem Selection.

## Historia

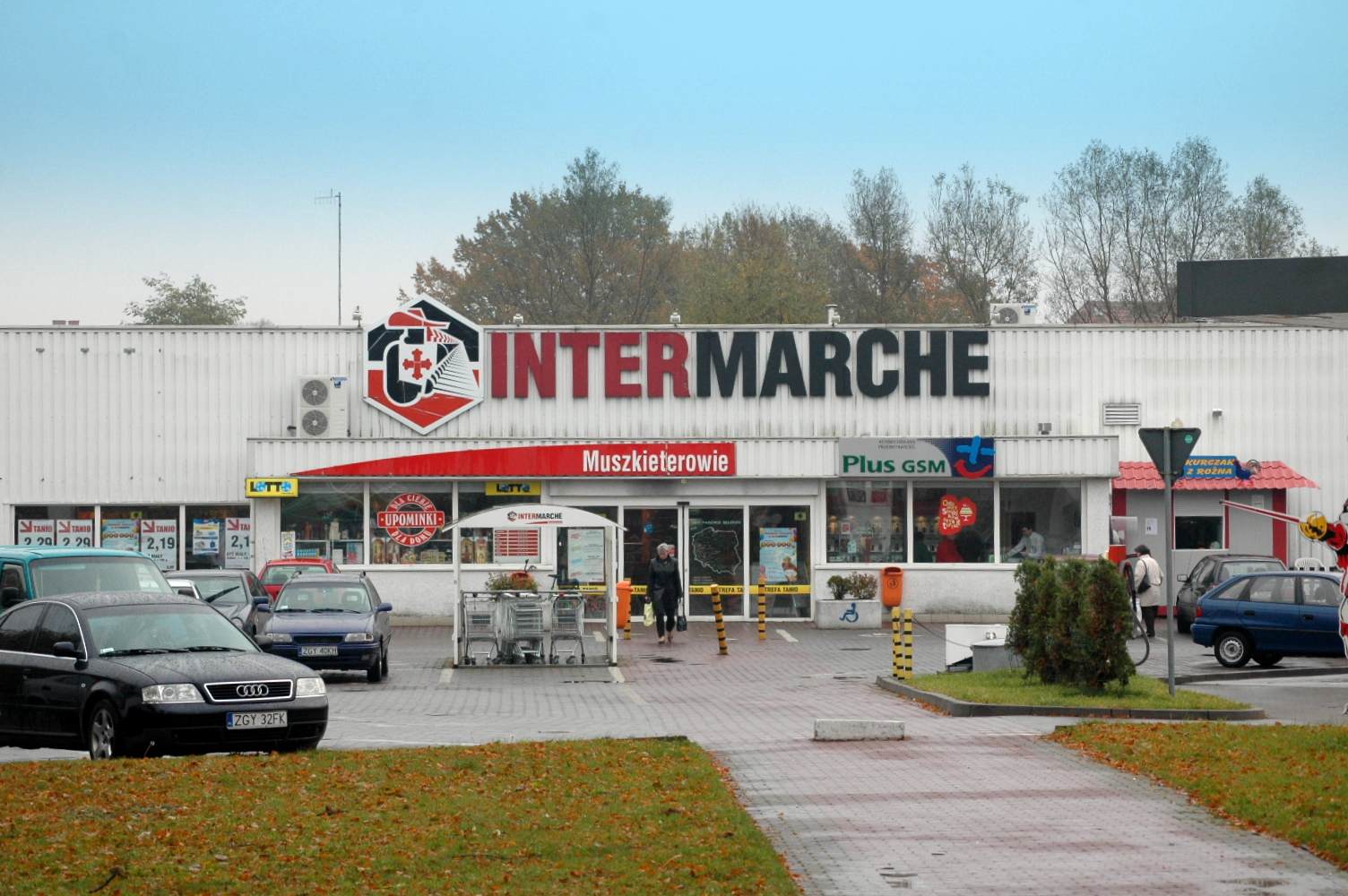
Intermarché w Trzebiatowie (2009)

- 1969 – powstanie pierwszego sklepu we Francji pod marką EX Offices de distribution
- 1972 – zmiana marki na Intermarché
- 1996 – uruchomienie Bazy Muszkieterów – centrum logistyczne i zakupowe w Poznaniu
- 1997 – otworzenie pierwszego sklepu Intermarché w Polsce
- 2002 – uruchomienie pierwszej stacji paliw w Polsce przy Intermarché
- 2002 – wprowadzenie Radia Muszkieterów we wszystkich punktach sprzedaży
- 2002 – stworzenie oddziału struktury centralnej w Katowicach i Pruszczu Gdańskim
- 2005 – otworzenie setnego sklepu Intermarché w Polsce w ramach pierwszego Centrum Muszkieterów
- 2008 – rozpoczęcie trzech wieloletnich programów: Place Zabaw – Muszkieterowie, Konwój Muszkieterów, Oddaj Krew – Uratuj Życie oraz Muszkieterowie dla Polek

## Stacje paliw
W Europie funkcjonuje już ponad 1700 stacji. Od 2002 działają również w Polsce. Intermarché jest w czołówce sieci handlowych posiadających własne stacje, obecnie jest ich 62. Dostawcami paliwa w Polsce są Orlen PetroCentrum oraz Gaspol.